# شهرستان ایسکوشوبان
شهرستان ایسکوشوبان یک منطقهٔ مسکونی در سومالی است که در باری (سومالی) واقع شده‌است.